# Cleobis y Bitón

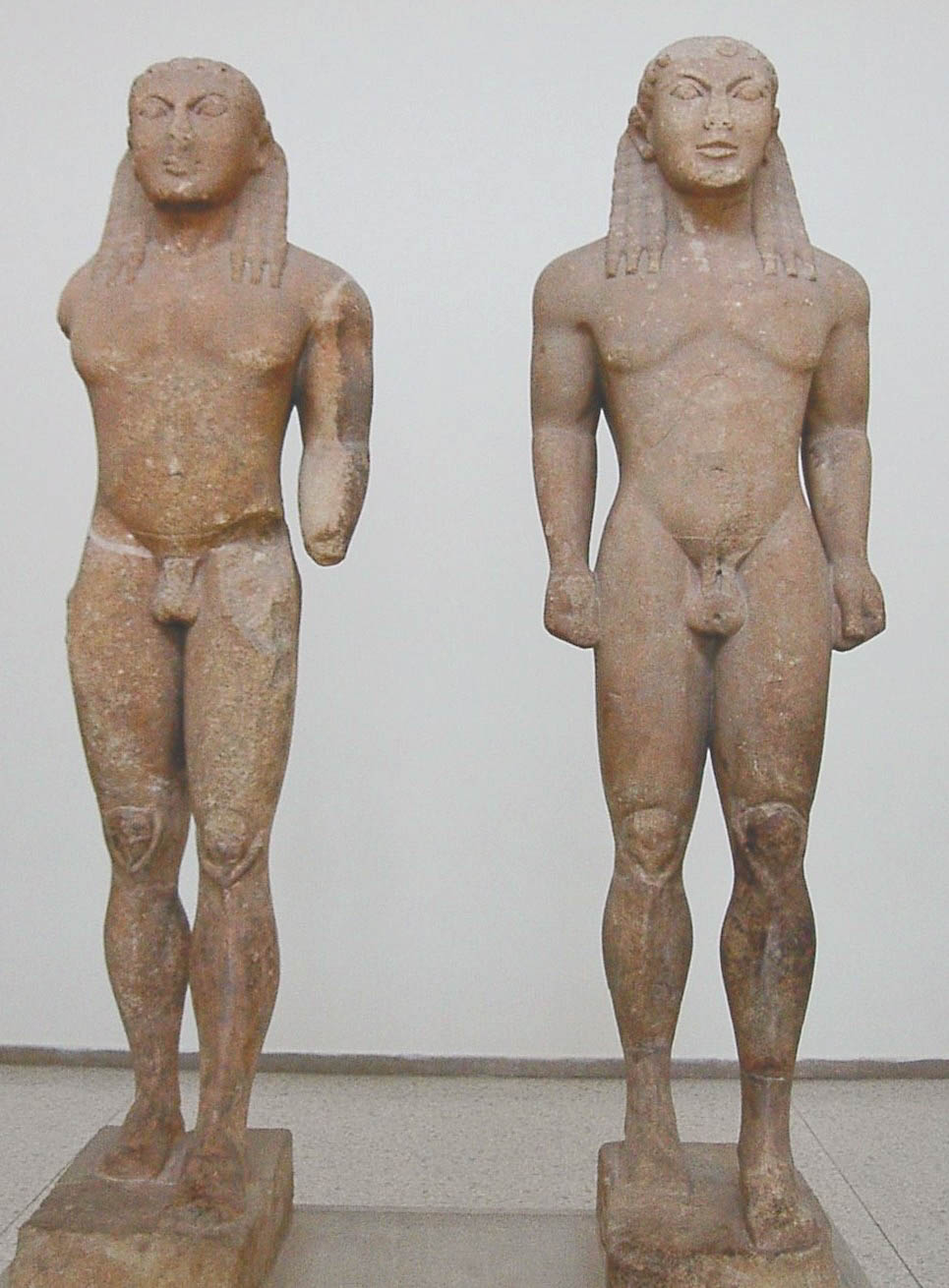
El grupo escultórico hallado en Delfos.

Cleobis y Bitón (Κλέοβη και Βίτωνα -Kléobi kai Bítona, en lengua griega-) es el nombre de un grupo escultórico, en mármol, de dos figuras masculinas desnudas; atribuido (por una inscripción en ambas bases, que comienza en la de la figura de la izquierda y termina en la de la figura de la derecha) al escultor Polimedes de Argos. Se localizan temporalmente hacia el año 600 a. C.
Por el testimonio que recoge Heródoto se sabe que se realizaron por encargo de la ciudad de Argos para el Santuario de Delfos, donde su historia era divulgada como un ejemplo moral, de vida virtuosa y plena a pesar de una muerte joven, que no había que considerar como algo negativo, sino como el mayor premio que pueden conceder los dioses (así lo explicó el sabio Solón al rey Creso).
Fueron descubiertos en las excavaciones arqueológicas de 1893-1894, al noroeste del Tesoro de los atenienses, a unos diez metros de distancia una estatua de otra. Se conservan actualmente en el Museo Arqueológico de Delfos. Es particularmente importante que, para estas piezas, se haya podido establecer una identificación entre un texto clásico y un hallazgo arqueológico material. También es algo inusual, para la época, que se identificara con una inscripción el nombre del escultor.
Pertenecen al estilo arcaico, con un aspecto más musculoso, tosco y primitivo que otros kuroi. Tales rasgos se identifican como propios de la Argólide frente a la escultura del Ática o de Jonia. Las características formales que comparten con otras esculturas del periodo son: la representación de los brazos pegados al cuerpo, en una pose de gran frontalidad, simetría y hieratismo, la simplificación de la anatomía, donde destacan ciertos músculos muy perfilados (diartrosis: pectorales y el contacto entre ingles y abdomen), la sonrisa arcaica, los ojos almendrados, los pómulos muy marcados y la melena trenzada con gran geometrización. Como en toda la estatuaria griega, de este o posteriores periodos, no hay rasgos individualizadores que permitan considerarlos retratos, pues lo que se busca es una representación idealizada de carácter universal.

## La mitología

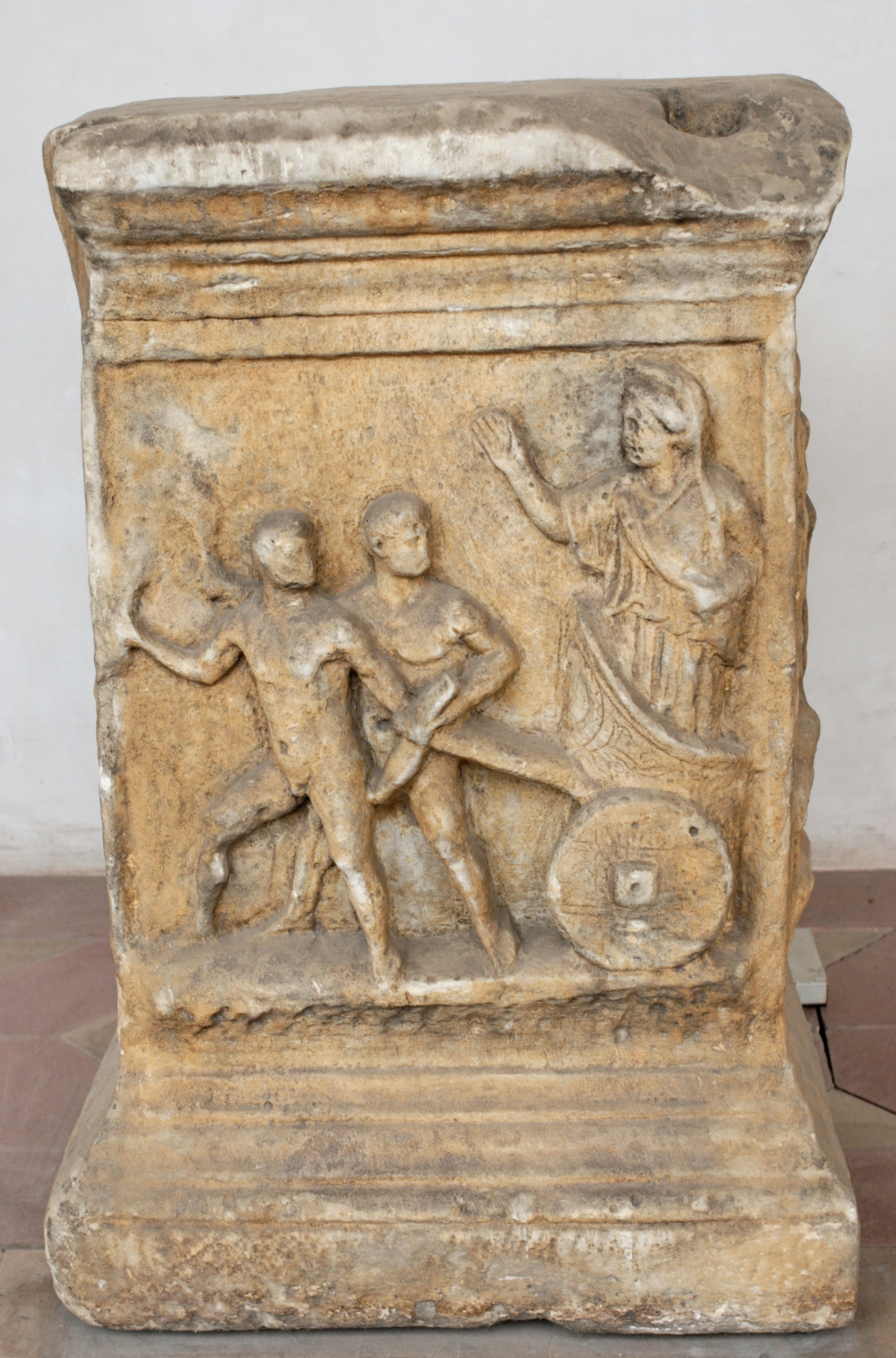
Altar romano, de época imperial, en mármol, con un relieve que representa la escena de Cleobis y Bitón tirando del carro de su madre Cídipe.

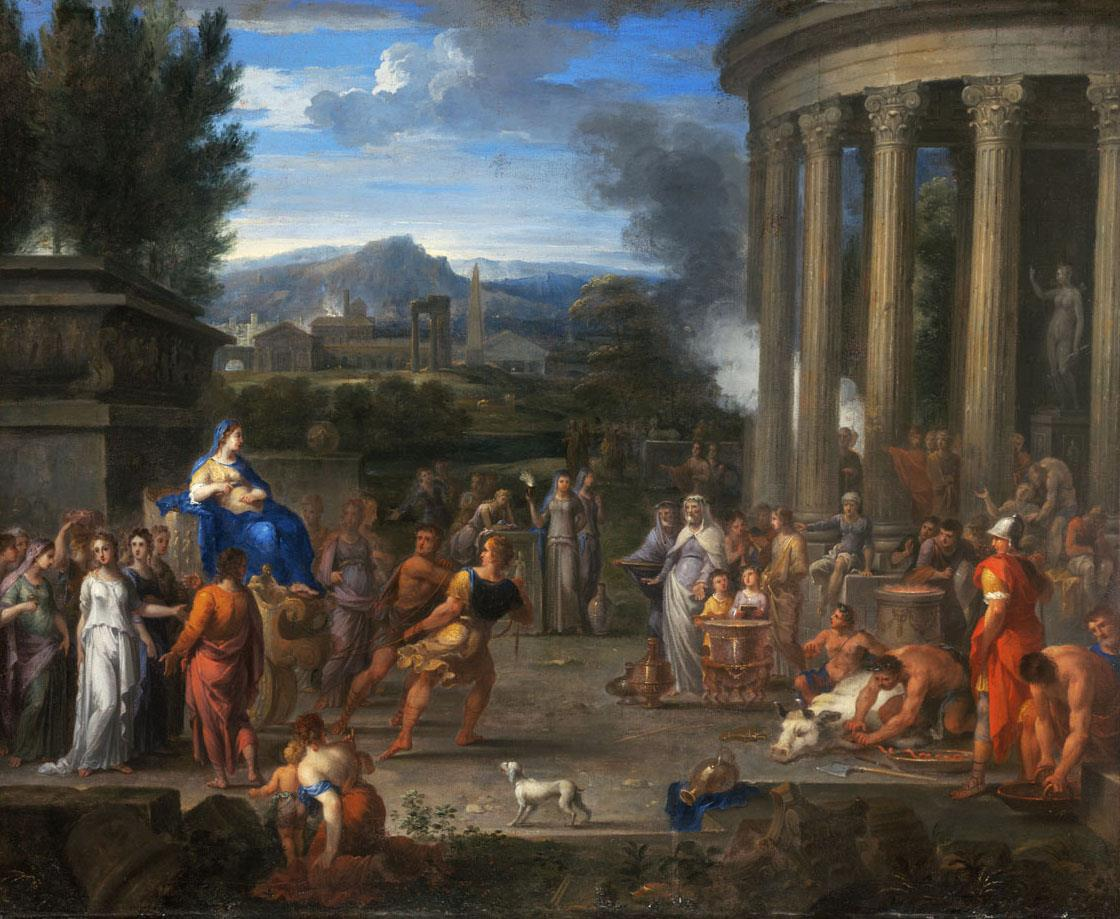
Óleo de Nicolas Loir, 1649. Representa la llegada al templo de Hera.

Los personajes representados, Cleobis y Bitón, eran, según la mitología griega, gemelos hijos de Cídipe, sacerdotisa de Hera. En cierta ocasión que esta iba de camino a un festival en honor de la diosa, los bueyes que tiraban del carro cansados del recorrido retrasaron el paso; entonces ambos hermanos desengancharon el carro y tiraron del mismo el camino completo (se hace referencia en varios textos que la distancia fue de 45 estadios, u 8 kilómetros).
Cídipe, impresionada por la muestra de afecto hacia ella y a la diosa, pidió a Hera que concediese a sus hijos el mejor regalo que un dios pudiera dar a una persona. La diosa le concedió el deseo y dio a sus hijos lo mejor que podría desear un mortal: a los muchachos, exhaustos, los encontraron tumbados en el suelo en lo que creyeron era un profundo sueño, cuando en realidad habían fallecido. La muerte fue el regalo de Hera.